# День жалоби

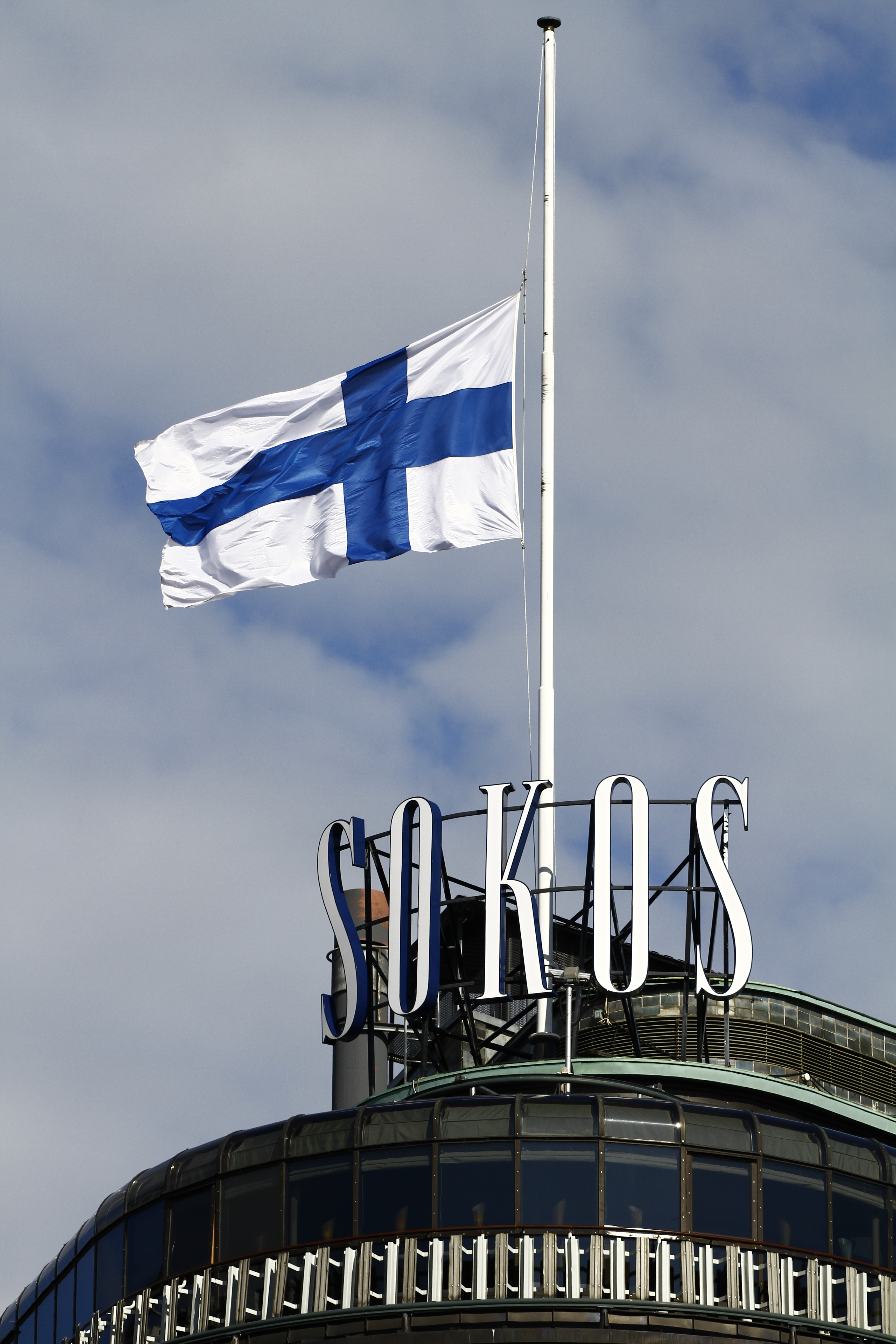
Приспущений прапор Фінляндії, 2011

День жало́би, також День трауру, День скорботи — офіційна жалоба, яку оголошує влада через трагічні події, які кликали численні людські жертви або у зв'язку зі смертю видатної особи.
В Україні День жалоби оголошується Указом Президента в разі настання трагічних подій, які викликали численні людські жертви або у зв'язку зі смертю видатної особи. У разі видання Указу Президента України про оголошення в Україні днів трауру (скорботи, жалоби) або днів пам'яті телерадіоорганізації зобов'язані забезпечити мовлення особливого характеру, яке б відображало причини оголошення днів трауру (скорботи, жалоби).

## Минулі дні жалоби в Україні
- 12 червня 1992 року — день жалоби у зв'язку з аварією, що сталася 9 червня на шахті Суходільська-Східна в місті Суходільську[2].
- 18 травня 1994 року — день скорботи і пам'яті жертв депортації з Криму[3].
- 6 квітня 1998 року — день жалоби у зв'язку з аварією, яка сталася 4 квітня на шахті імені Скочинського у Донецьку[4].
- 17 серпня 1998 року — день жалоби у зв'язку з аварією, яка сталася 16 серпня 1998 року на шахті імені XIX з'їзду КПРС Державної холдингової компанії «Луганськвугілля» Луганської області[5].
- 26 травня 1999 року — день жалоби у зв'язку з аварією, яка сталася 24 травня на шахті імені Засядька у Донецьку[6].
- 13 та 14 березня 2000 року — дні жалоби у зв'язку з аварією, яка сталася 11 березня 2000 року в місті Суходільську Луганської області на шахті імені М. П. Баракова. Внаслідок неї загинув 81 шахтар, ще 7 травмовано.
- 21 серпня 2001 року — день жалоби у зв'язку з аварією, яка сталася 19 серпня в місті Донецьку на орендному підприємстві «Шахта імені О. Ф. Засядька». Загинуло 55 шахтарів, 34 людей травмовано, 10 осіб зникло безвісти.
- 9 липня 2002 року — день жалоби у зв'язку з аварією, яка сталася на шахті «Україна» в місті Українськ Донецької області. Загинуло 35 людей.
- 29 липня 2002 року — день жалоби у зв'язку з катастрофою військового літака, яка сталася 27 липня 2002 року під час показових польотів у місті Львові. 77 глядачів загинуло, понад 540 поранено. Екіпаж літака залишився живим, бо за мить до катастрофи встиг катапультуватися.
- 3 серпня 2002 року — день жалоби у зв'язку з аварією, яка сталася 31 липня 2002 року в місті Донецьку на орендному підприємстві «Шахта імені О. Ф. Засядька». 20 шахтарів загинуло, ще одного вдалося врятувати.
- 26 грудня 2002 року — день жалоби у зв'язку з авіакатастрофою пасажирського літака Ан-140 українсько-російської компанії «Аероміст», яка сталася 23 грудня 2002 року близько 19:30 біля міста Ісфахан (Іран). Загинули всі 44 людини — 38 пасажирів та 6 членів екіпажу, які перебували на борту літака.
- 22 та 23 липня 2004 року — дні жалоби у зв'язку з аварією, що сталася 19 липня 2004 року в місті Роднинське на шахті «Краснолиманська», внаслідок якої загинуло 36 шахтарів та 1 гірничорятувальник.
- 8 квітня 2005 року — день жалоби у зв'язку зі смертю видатного духовного лідера сучасності, поборника прав і свобод людини, демократії, Папи Римського Іоанна Павла II[7].
- 23 серпня 2006 року — день жалоби у зв'язку з катастрофою пасажирського літака Ту-154 авіакомпанії «Пулковские авиалинии» (Російська Федерація), яка сталася 22 серпня 2006 року поблизу селища Суха Балка Донецької області. На борту перебувало 170 людей — 160 пасажирів та 10 членів екіпажу. Серед них було 45 дітей. Всі вони загинули. У зв'язку з цим було скасовано розважальні заходи до Дня Незалежності України 24 серпня. День жалоби в Росії було оголошено 24 серпня. В Україні його було оголошено як розподіл скорботи України разом з Росією.
- 16 жовтня 2007 року — день жалоби у зв'язку з трагедією, яка сталася 13 жовтня 2007 року внаслідок вибуху газу в житловому будинку міста Дніпропетровськ. 23 людини загинули.
- 19—20 листопада 2007 року — дні жалоби у зв'язку з аварією, яка сталася 18 листопада 2007 року о 3:11 ночі у місті Донецьку на орендному підприємстві «Шахта імені О. Ф. Засядька». У цей час у забої перебувало 456 шахтарів, 101 з яких загинув.
- 30 квітня 2008 року — день жалоби у зв'язку з катастрофами гелікоптера Мі-8 у районі платформи «Таврида» «Чорноморнафтогазу» у Чорному морі та судна «Нафтогаз-67» у Південнокитайському морі, які призвели до численних людських жертв[8].
- 26 грудня 2008 року — день жалоби у зв'язку з вибухом, що стався ввечері 24 грудня 2008 року в житловому будинку міста Євпаторія, внаслідок якого загинуло 27 людей, з-під завалів дістали живими 21 людину[9].
- 12 квітня 2010 року — день жалоби у зв'язку із трагічною загибеллю 10 квітня 2010 року Президента Республіки Польща Леха Качинського і його дружини Марії, інших високопосадовців Республіки Польща та осіб, які їх супроводжували[10].
- 13 жовтня 2010 року — день жалоби через зіткнення маршрутки з локомотивом на залізничному переїзді 12 жовтня 2010 року біля міста Марганець Дніпропетровської області. Загинуло 45 людей, що перебували в автобусі, 7 поранено[11].
- 31 липня 2011 року — день жалоби за загиблими 29 липня 2011 року внаслідок аварій на шахтах «Суходільська-Східна» у Луганській області та «Шахта ім. Бажанова» у Донецькій області. Загалом в них загинуло майже 40 людей[12].
- 20 лютого 2014 року — день жалоби за загиблими під час протистояння на Майдані Незалежності в Києві 18 лютого 2014 року. Внаслідок нього загинуло 26 людей[13].
- 22—23 лютого 2014 року — дні жалоби за загиблими в протистоянні на Майдані Незалежності в Києві 20 лютого 2014 року. Там внаслідок снайперських обстрілів з вогнепальної зброї загинули десятки мітингувальників[14].
- 3—4 травня 2014 року — дні жалоби за загиблими внаслідок протистояння в Одесі та загиблими військовими на Сході України[15].
- 15 червня 2014 року — день жалоби за військовослужбовцями, загиблими внаслідок збиття Іл-76 поблизу аеропорту Луганська 14 червня (40 десантників та 9 членів екіпажу), прикордонниками, які загинули внаслідок обстрілу автобуса бойовиками поблизу Маріуполя 14 червня, а також з метою вшанування пам'яті всіх військовослужбовців та мирних жителів, загиблих у війні на сході України[16].
- 18 липня 2014 року — день жалоби за жертвами катастрофи Boeing 777 в Донецькій області. Внаслідок цієї катастрофи загинуло 298 людей.
- 15 січня 2015 року — день жалоби за загиблими внаслідок обстрілу автобуса 13 січня біля Волновахи (12 людей загинуло, ще 18 поранено)[17].
- 25 січня 2015 року — день жалоби за загиблими під час обстрілу Маріуполя 24 січня[18].
- 5 березня 2015 року — день жалоби за шахтарями, загиблими внаслідок аварії на шахті імені О. Ф. Засядька 4 березня[19].
- 25 травня 2016 року — день жалоби на честь 90-річчя з дня вбивства Симона Петлюри.
- 18 січня 2017 року — день жалоби з приводу 75-х роковин початку примусового вивезення населення України в Німеччину.
- 27 січня 2017 року — день жалоби за жертвами Голокосту.
- 3 березня 2017 року — день жалоби у зв'язку з трагічною загибеллю шахтарів держпідприємства «Львіввугілля». Загинуло 8 шахтарів.
- 21 жовтня 2017 року — день жалоби на честь 70-річчя із дня проведення радянськими карально-репресивними органами операції «Захід» — масової депортації.
- 27 жовтня 2017 року — день жалоби на честь 80-річчя розстрілів в урочищі Сандармох.
- 1 березня 2018 року — день жалоби на честь 75-річчя Корюківської трагедії.
- 5 вересня 2018 року — день жалоби з нагоди 100 років з дня початку «Червоного терору».
- 2 листопада 2018 року — день жалоби на честь 310-річчя з дня Батуринської трагедії.
- 29 серпня 2019 року — День пам'яті захисників України, які загинули в боротьбі за незалежність, суверенітет і територіальну цілісність України.
- 8 вересня 2019 року — день жалоби на честь 75-річчя початку депортації українців із Лемківщини, Надсяння, Холмщини, Південного Підляшшя, Любачівщини, Західної Бойківщини у 1944—1951 роках.
- 8 грудня 2019 року — день жалоби у зв'язку з пожежею в коледжі у м. Одеса. Станом на 12 грудня 2019 року загинуло 16 людей, 11 зникло безвісти.
- 9 січня 2020 року — день жалоби у зв'язку із катастрофою пасажирського літака авіакомпанії «Міжнародні авіалінії України» 8 січня 2020 року в Ісламській Республіці Іран[20].
- 26 вересня 2020 року — день жалоби у зв'язку з катастрофою військового літака Ан-26 25 вересня 2020 року біля Чугуєва Харківської області.
- 23 січня 2021 року — день жалоби у зв'язку з пожежею в будинку для літніх людей 21 січня 2021 року у місті Харкові[21].
- 1 січня 2024 року — перший день жалоби у зв'язку з російською ракетною атакою на Київ 29 грудня 2023 року[22].
- 9 липня 2024 року — день жалоби у зв'язку з російською ракетною атакою на Київ та Кривий Ріг 8 липня 2024 року[23].
- 20 січня 2025 року — день жалоби на честь 10-річчя завершення боїв за Донецький аеропорт[24].
- 6 квітня 2025 року — день жалоби у зв'язку з російською ракетною атакою на Кривий Ріг 4 квітня 2025 року[25].
- 14 квітня 2025 року — день жалоби у зв'язку з російською ракетною атакою на Суми 13 квітня 2025 року[26].
- 25 квітня 2025 року — другий день жалоби у зв'язку з російською ракетною атакою на Київ 24 квітня 2025 року[27].
- 15 червня 2025 року — день жалоби на честь 250-річчя з дня ліквідації армією Російської імперії Запорізької Січі.
- 18 червня 2025 року — третій день жалоби у зв'язку з російською ракетною атакою на Київ у ніч з 16 на 17 червня 2025 року[28].
- 1 серпня 2025 року — четвертий день жалоби у зв'язку з російською ракетною атакою на Київ у ніч з 30 на 31 липня 2025 року[29].